# Euseius inouei
Euseius inouei är en spindeldjursart som först beskrevs av Ehara och Moraes 1998.  Euseius inouei ingår i släktet Euseius och familjen Phytoseiidae. Inga underarter finns listade i Catalogue of Life.